# Microctenopoma
Microctenopoma là một chi cá thuộc họ Cá rô đồng. Chúng là loài bản địa của châu Phi. Microctenopoma từng thuộc về chi Ctenopoma trong quá khứ.

## Các loài
Các loài sau đây được ghi nhận trong chi này gồm:
- Chi Microctenopoma
  - Microctenopoma ansorgii (Boulenger, 1912): cá rô vàng. Lưu vực sông Congo và Tây Phi nhiệt đới
  - Microctenopoma congicum (Boulenger, 1887): cá rô Congo. Lưu vực sông Congo và hồ Chad
  - Microctenopoma damasi (Poll & Damas, 1939). Châu Phi, chi lưu hồ Edward
  - Microctenopoma fasciolatum (Boulenger, 1899): cá rô sọc. Lưu vực sông Congo và Tây Phi nhiệt đới
  - Microctenopoma intermedium (Pellegrin, 1920). Okavango, thượng và hạ lưu các sông Zambezi, Kafue, lưu vực St. Lucia, cũng như các sông nhánh phía nam của hệ thống sông Congo
  - Microctenopoma lineatum (Nichols, 1923): cá rô vằn. Sông Gribungui (lưu vực hồ Chad), Brazzaville và sông Itimbiri trong lưu vực sông Congo.
  - Microctenopoma milleri (Norris & Douglas, 1991): cá rô vằn Zaire. Hạ lưu sông Zaire
  - Microctenopoma nanum (Günther, 1896): cá rô lùn. Miền nam Cameroon, Gabon và lưu vực sông Congo.
  - Microctenopoma nigricans Norris, 1995.
  - Microctenopoma ocellifer (Nichols, 1928). Ankoro tại nơi hợp lưu của các sông Lualaba và Luvua, Cộng hòa Dân chủ Congo.
  - Microctenopoma pekkolai (RendAhl, 1935): cá rô vằn sông Nin Trắng. Tonga, sông Nin Trắng, Sudan
  - Microctenopoma uelense Norris & Douglas, 1995. Cộng hòa Dân chủ Congo: đông bắc Cộng hòa Dân chủ Congo phần thượng lưu sông Uele, thượng và trung lưu sông Ariwimi, sông nhánh của sông Congo Trung.